# Aëtios (Eunuch)
Aëtios, Aetios oder Aetius (altgriechisch Ἀέτιος) war ein byzantinischer Eunuch und einer der meistgeschätzten Berater der byzantinischen Kaiserin Irene (r. 797–802). Nach Irenes Aufstieg zur Alleinherrschaft entwickelte Aëtios eine starke Rivalität zum Hofvorsteher Staurakios. Nach Staurakios’ Tod stieg Aëtios zum führenden Mann im Staat auf. Er versuchte in einem Komplott seinen Bruder Leo zum Kaiser zu machen, verlor seinen Einfluss nach Irenes Absetzung im Jahr 802 aber völlig.

## Biographie

### Frühe Jahre und Rivalität mit Staurakios

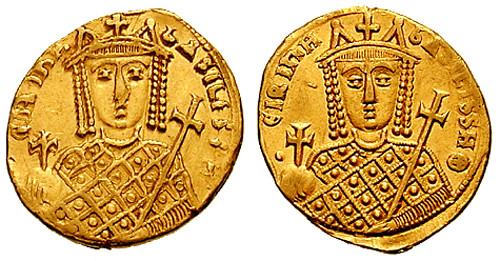
Goldener Solidus der Kaiserin Irene, geprägt während ihrer Alleinherrschaft (r. 797–802).

Aëtios erscheint zuerst 790 als Protospatharios und Vertrauter von Irene, der damaligen Regentin für ihren minderjährigen Sohn, den Kaiser Konstantin VI. (r. 780–797). Im Herbst dieses Jahres versuchte Irene, ihren Sohn zu umgehen und die Alleinherrschaft über das Byzantinische Reich zu gewinnen. Dies führte aber zu einer Meuterei der Armee, die sich lieber vom männlichen Thronfolger kommandiert sehen wollte. Konstantin wurde zum Alleinherrscher erhoben und Irene in einem Palast in Konstantinopel unter Arrest gestellt und ihre Eunuchen, darunter Aëtios, ins Exil geschickt.
Aëtios wurde zusammen mit den anderen Eunuchen begnadigt, als Irene 792 wieder zur Mitregentin berufen wurde. Im August 797 gelang es Irene und ihrem eunuchischen Hofvorsteher Staurakios, den Kaiser Konstantin VI. zu blenden (und vielleicht auch zu töten) und so die Staatsgeschäfte in ihre Hände zu nehmen. Die Onkel des abgesetzten Kaisers (die überlebenden Söhne des Konstantin V. (r. 741–775)), die in der Vergangenheit bereits in Verschwörungen gegen Irene verwickelt worden waren, stellten für die neue Herrschaft eine Gefahr dar. Sie wurden überzeugt, in der Kathedrale Hagia Sophia Kirchenasyl zu suchen, wo das Volk von Konstantinopel sich dann um sie scharen und einen von ihnen zum Kaiser ausrufen sollte. Es fand sich aber keine solche Unterstützung, und Aëtios überredete sie zum Aufgeben, wonach sie nach Irenes Heimatstadt Athen verbannt wurden.
Irene ließ ihre Gunst nun gleichermaßen Staurakios, ihrem langjährigen Hofvorsteher, und Aëtios zuteilwerden. Dadurch kam es zu einem längeren Konflikt zwischen den beiden Eunuchen und ihren Anhängern. Beide versuchten, ihre Angehörigen in Machtpositionen zu bringen, um so nach Irenes Tod die Macht über das Reich gewinnen zu können. Der Wettkampf begann im Jahr 797/798 und intensivierte sich im Mai 799, als Irene schwer erkrankte. Aëtios, der Niketas Triphyllios, den Befehlshaber der Scholai, als Gönner gewonnen hatte, beschuldigte Staurakios vor den Ohren der byzantinischen Kaiserin, eine Usurpation geplant zu haben. Irene berief einen Rat in den Palast von Hieria ein, wo sie Staurakios schwere Vorwürfe machte. Dieser konnte sich aber mit einer Entschuldigung aus der Affäre ziehen.
Staurakios begann nun, Bestechungsgelder unter den Soldaten der Scholai und der Exkoubitores zu verteilen, um ihre Unterstützung für einen Coup zu gewinnen. Aëtios teilte dies Irene mit, die im Februar 800 jedem Angehörigen des Militärs verbot, Kontakt mit Staurakios aufzunehmen. Dies, verbunden mit Aëtios’ Ernennung zum Strategos des Themas von Anatolien, stellte das Gleichgewicht der Kräfte zwischen beiden Lagern wieder her. Kurz danach wurde Staurakios krank, wurde aber nicht müde, gegen Aëtios zu intrigieren. Es gelang ihm, eine Revolte gegen Aëtios in Kappadokien zu entfachen, er starb aber im Juni 800.

### Vorrangstellung und Fall des Aëtios
Die Revolte wurde entschlossen und blutig niedergeschlagen und nach dem Tod seines Rivalen stieg Aëtios an Irenes Hof zu höchster Machtfülle auf. Wahrscheinlich folgte er Staurakios in seinem Amt als Logothetes tou Dromou nach, während er seinem bestehenden Kommando über das Anatolikon noch den Befehl über das Opsikion hinzufügte. Im selben Jahr errangen seine Truppen einen Sieg gegen die Abbasiden, wurden aber bereits 801 wieder besiegt. Im Jahr 801 oder 802 ernannte Aëtios seinen Bruder Leon zum Monostrategos der Themen von Thrakien und Makedonien. Da er somit die Konstantinopel am nächsten stehenden Armeen kontrollierte, die etwa ein Drittel der byzantinischen Truppen ausmachten, war er in der Lage, Leon zum Kaiser zu machen. In den Worten des Chronisten Theophanes herrschte er "an Irenes Seite und usurpierte die Macht im Auftrag seines Bruders". Konsequenterweise spielte Aëtios 802 eine wichtige Rolle bei der Zurückweisung des Heiratsangebots von Karl dem Großen, das Irene scheinbar ernsthaft erwogen hatte.
Aëtios’ Plan zur Erhebung seines Bruders auf den Thron scheiterte am Widerstand der anderen Würdenträger am Hof, die seinen Einfluss fürchteten und von ihm gedemütigt wurden. Der Anführer dieser Partei waren Nikephoros, Irenes Finanzminister (Logothetes tou Genikou) und ebenso Niketas Triphyllios, Aëtios früherer Verbündeter, sowie Leo Sarantapechos, ein Verwandter der byzantinischen Kaiserin. Da sie einen bevorstehenden Staatsstreich des Aëtios fürchteten, verschafften sich die Verschwörer am Morgen des 31. Oktober 802 Zutritt zum Großen Palast und riefen Nikephoros zum Kaiser aus. Irene wurde abgesetzt und in ein Konvent verbannt.
Das weitere Schicksal des Aëtios ist ungeklärt. Er verlor mit der Thronbesteigung des Nikephoros an Macht und möglicherweise auch sein Leben, aber er könnte auch jener Patrikios Aëtios sein, der zusammen mit Nikephoros in der Schlacht von Pliska am 26. Juli 811 getötet wurde.